# Катішов Віталій Федорович
Віта́лій Фе́дорович Катішов (нар. 5 грудня 1974 — 9 лютого 2015) — солдат Збройних сил України, учасник російсько-української війни.

## Життєвий шлях
Виховувався у багатодітній родині, змалечку привчився працювати, закінчив Качурівську ЗОШ.
У часі війни мобілізований, старший механік-водій танку 30-ї окремої механізованої бригади.
9 лютого 2015-го дві машини бригади потрапили під обстріл поблизу села Логвинове у верхній частині «дебальцівського виступу» — на трасі між Дебальцевим та Артемівськом. Командир взводу Олександр Савицький зумів разом із солдатом Д. В. Шнирковим вибратися із палаючого танка Т-64. Віталій намагався відвести танк в бік, але пострілом із системи «Град» танк розбило, у ньому Віталій згорів. Тоді ж загинули сержанти Євген Корота й Сергій Сухенко.
В липні 2015 року ідентифікований серед похованих під Дніпропетровськом невідомих Героїв.
Перепохований у Качурівці.
Без Віталія лишились мама, дружина Світлана Коваль–Катішова, троє синів, троє сестер, двоє братів. Найстарший син проходив службу кінологом в НГУ.

## Нагороди та вшанування
- Указом Президента України № 553/2015 від 22 вересня 2015 року — орденом «За мужність» III ступеня (посмертно)[1]
- 1 вересня 2015-го в Качурівській ЗОШ відкрито меморіальну дошку випускнику Віталію Катішову.